# アウト・オン・ザ・タイルズ
「アウト・オン・ザ・タイルズ」 (Out on the Tiles) は、イギリスのロックグループ、レッド・ツェッペリンの楽曲。1970年発売のアルバム『レッド・ツェッペリン III 』に収録。

## 概要
ボーナムの主導で作られた、ハードロックナンバー。ギターソロも無く、ヴォーカルとインストとが一体になってリフを繰り返すことでグルーヴィーングを生み出す、レッド・ツェッペリンの個性がよく発揮された曲である。
比較的単純な構成の曲であるが、変拍子がアクセントとなって強い印象を残す。特徴的なギターサウンドは、ディスタント・マイク（オフマイク）によって得られたもの。
曲名は、「Night on the town（夜遊び）」の語呂合せである。ペイジによれば、ボーナムはこうした言葉遊びを好んだという。

## ステージ・パフォーマンス
独立した曲として完奏されたのは1970年9月4日のロサンゼルス・フォーラム公演、1970年9月6日の ブレイズデル・センター公演、1970年9月19日の マディソン・スクエア・ガーデン公演の三回のみであるが、メインリフは1971年から1980年にかけてのステージで「ブラック・ドッグ」の序奏として使用された。1977年の北米ツアーでは「モビー・ディック」に代ってこの曲のリフがボーナムのドラムソロへのイントロとして演奏され、プラントは曲名を「Over the Top」と紹介した。